# Dziennik Kijowski (od 1992)
Dziennik Kijowski: pismo społeczne, ekonomiczne i literackie (ukr. Київський журнал: суспільно-економічний і літературний журнал) – polskojęzyczny dwutygodnik wydawany w Kijowie od 1992.
Dziennik Kijowski uważa się za spadkobiercę pisma o identycznej nazwie wydawanego w Kijowie od 1906 do końca I wojny światowej (patrz: Dziennik Kijowski (1906-1917)). Ukazuje się jako pismo polskiej wspólnoty etnicznej na Ukrainie, współzałożycielami którego są: Ministerstwo Kultury Ukrainy i Związek Polaków na Ukrainie współfinansowany przez Fundację Wolność i Demokracja.
Wśród dziennikarzy, korespondentów i publicystów znajdują się Eugeniusz Gołybard, Adam Jerschyna, Andżelika Płaksina,Rozalia Lipińska, Stanisław Szewczenko, Sergiusz Rudnicki, Wojciech Cackowski, Sergiusz Borszczewski. Na czele redakcji od chwili powstanie pisma – do śmierci w 2024 – stał Stanisław Panteluk
Gazeta zamieszcza artykuły związane z życiem Polaków na Kijowszczyźnie i Ukrainie, porusza tematy historyczne, kulturalne i społeczne, sporo uwagi poświęca stosunkom polsko-ukraińskim.